# Ilsbo landskommun
Ilsbo landskommun var en tidigare kommun i Gävleborgs län. Centralort var Ilsbo.

## Administrativ historik
Ilsbo landskommun inrättades den 1 januari 1863 i Ilsbo socken i Hälsingland  när 1862 års kommunalförordningar trädde i kraft.
Den upphörde vid kommunreformen 1952, då den gick upp i Harmångers landskommun. Sedan 1971 tillhör området Nordanstigs kommun.

## Kommunvapen
Ilsbo landskommun förde inte något vapen.

### Fotnoter
1. ↑  Per Andersson: Sveriges kommunindelning 1863-1993, Draking, Mjölby 1993, ISBN 91-87784-05-X, s. 90